# Красное (Хвастовичский район)
Красное — село в Хвастовичском районе Калужской области. Административный центр муниципального образования сельское поселение «Село Красное».

## Физико-географическое положение
Село Красное находится в лесистой местности в юго-западной части Калужской области, близ границы с Орловской и Брянской областями. Рядом протекает река Велья, приток Рессеты. Ближайшие населённые пункты — село Севастополь (2,5 км) и село Хвастовичи (6,3 км). Ближайшая железнодорожная станция — Судимир. Через село проходит дорога 29Н—144.

## Археология
Вблизи села обнаружено урочище Пенешки — стоянка древнего человека, датированная 9 тысячелетием до нашей эры.

## История
В писцовой книге за 1646 год в составе Козельского уезда Дудинской волости упоминается «село Фастовичи, деревня Красная деревня Милеева». В писцовой книге за 1678 год в составе Козельского уезда Дудинской волости также упомянуты Село Хвостовичи, деревня Красная, деревня Милеева.
В 1709 году из ревизской сказки Козельского уезда известно, что село Фостовичи, деревня Милеева, деревня Красная в числе прочих принадлежали Никите Моисеевичу Зотову, учителю и наставнику Петра Великого.
По описи населённых мест Калужской губернии за 1782 год деревня Красная располагается возле Фастовичей Жиздринского уезда.
На карте Смоленского наместничества в 1792 году упоминается как деревня Красная.
В 1858 году проведена Х ревизия из которой известно что в сельце Красное проживает: дворовых 30 душ мужского пола и 21 душ женского пола, крестьян мужского пола 350 душ, женского пола 350 душ.
В списках населённых мест за 1859 год указано, что сельцо Красное является владением помещика, а в сельце находится сахарный завод. Предприятие работало на местном сырье, а отходы сахарного производства использовались для производства спирта.
В 1879 году была открыта церковно-приходская школа.
В 1898 году стало селом. В том же году была построена церковь в честь великомученицы Параскевы, называемая Пятницкой.
В 1933 году образован колхоз «Восход».
С 1941—1943 Красное было оккупировано немецко-фашистскими войсками.
В 1947 году открыт медицинский пункт.
С 1991 года в селе начал функционировать дом культуры «Ровесник» с библиотекой.

## Известные уроженцы
- Артамонов, Анатолий Дмитриевич (род. 5 мая 1952)

## Владельцы поместья
- Феодосий Кузьмич Яцын (? — после 1782)
- Дмитрий Феодосиевич Яцын (? — 1817) был убит крестьянами села Красное.
- Николай Викентьевич Студзинский (середина XIX века) был убит крестьянами.

## Население
| 2002 | 2010 |
| ---- | ---- |
| 731  | ↘574 |

## Инфраструктура
- Храм иконы Божией Матери «Всех скорбящих Радосте»;
- Красненский дом культуры[8][9];
- Библиотека;
- Фельдшерско-акушерский пункт.